# Afrochiltonia subtenuis
Afrochiltonia subtenuis är en kräftdjursart som beskrevs av Stebbings 1906. Afrochiltonia subtenuis ingår i släktet Afrochiltonia och familjen Ceinidae. Inga underarter finns listade i Catalogue of Life.